# Cyamidae
Rận cá voi (Cyamidae) là một họ giáp xác ký sinh. Chúng có mối liên quan đến loài tôm bộ xương nổi tiếng hơn, hầu hết các loài trong số đó được tìm thấy trong vùng nước nông. Rận cá voi là ký sinh trùng bên ngoài, được tìm thấy trong các tổn thương da, nếp gấp bộ phận sinh dục nếp gấp, lỗ mũi và mắt của động vật có vú biển trong bộ Cetacea, bao gồm không chỉ cá voi mà cả còn cá heo, cá heo chuột.
Cơ thể của một rận cá voi dẹt một cách rõ ràng và giảm đáng kể ở phía sau. Chân của nó, đặc biệt là ba cặp mặt sau của chân, phát triển thành các chỗ phồng lên như hàm mà nó sử dụng để bám vào chủ của nó. Chiều dài của chúng từ 5 đến 25 milimét (0,2 đến 1 in) tùy vào từng loài.
Hầu hết các loài rận cá voi có mối liên kết với một loài cá voi. Chúng ở với con chủ của chúng trong suốt sự phát triển của họ và không trải qua một giai đoạn bơi tự do. Mặc dù mối quan hệ giữa một loài cụ thể của rận cá voi và một loài cụ thể của cá voi là rõ rệt hơn với cá voi tấm sừng hàm s hơn so với cá voi có răng, hầu hết các loài cá voi có một loài rận mà là duy nhất bám vào nó. Với cá nhà táng, mối quan hệ ký sinh đặc thù theo giới tính. Loài rận cá voi Cyamus catodontis chỉ sống trên da con đực còn Neocyamus physeteris chỉ sống trên con cái.
Rận cá voi gắn bó với con chủ ở những nơi bảo vệ chúng khỏi dòng nước, do đó chúng có thể được tìm thấy trong các phần mở tự nhiên mở cơ thể và trong những vết thương, với cá voi tấm sừng hàm, chúng được tìm thấy chủ yếu vào đầu và trong các nếp gấp bụng. Khoảng 7.500 con rận cá voi sống trên một con cá voi.

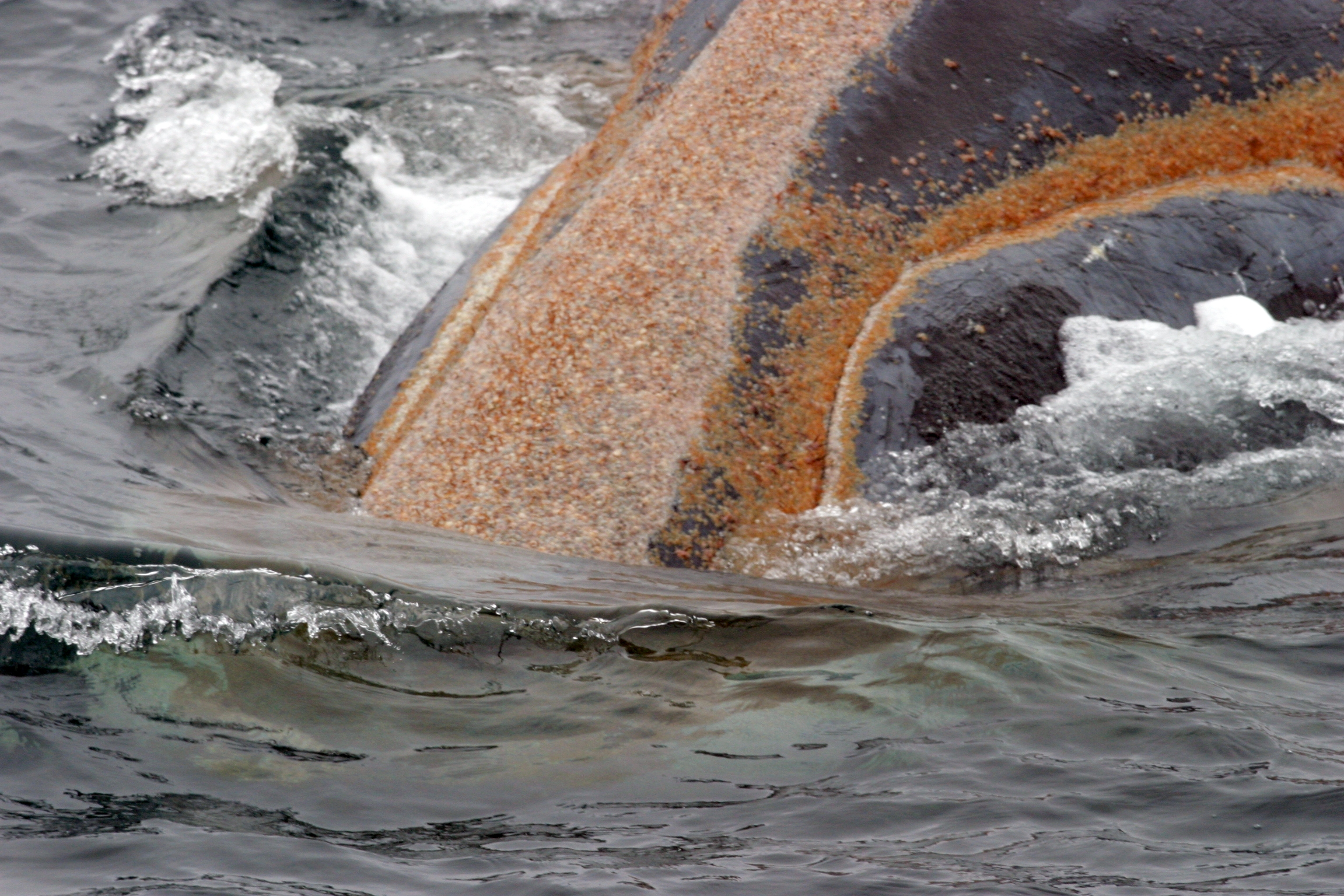
Rận cá voi màu da cam trên cá voi

## Loài
Hiện tại, có 31 loài được công nhận:
Cyamus Latreille, 1796
- Cyamus antarcticensis Vlasova, 1982
- Cyamus bahamondei Buzeta, 1963
- Cyamus balaenopterae K. H. Barnard, 1931
- Cyamus boopis Lütken, 1870
- Cyamus catodontis Margolis, 1954
- Cyamus ceti (Linnaeus, 1758)
- Cyamus erraticus Roussel de Vauzème, 1834
- Cyamus eschrichtii Margolis, McDonald & Bousfield, 2000
- Cyamus gracilis Roussel de Vauzème, 1834
- Cyamus kessleri A. Brandt, 1873
- Cyamus mesorubraedon Margolis, McDonald & Bousfield, 2000
- Cyamus monodontis Lutken, 1870
- Cyamus nodosus Lutken, 1861
- Cyamus orcini Leung, 1970
- Cyamus orubraedon Waller, 1989
- Cyamus ovalis Roussel de Vauzème, 1834
- Cyamus rhytinae (J. F. Brandt, 1846)
- Cyamus scammoni Dall, 1872

Isocyamus Gervais & van Beneden, 1859
- Isocyamus antarcticensis Vlasova in Berzin & Vlasova, 1982
- Isocyamus delphinii Guérin Méneville, 1836
- Isocyamus deltabrachium Sedlak-Weinstein, 1992
- Isocyamus kogiae Sedlak-Weinstein, 1992

Neocyamus Margolis, 1955
- Neocyamus physeteris (Pouchet, 1888)

Platycyamus Lütken, 1870
- Platycyamus flaviscutatus Waller, 1989
- Platycyamus thompsoni (Gosse, 1855)

Scutocyamus Lincoln & Hurley, 1974
- Scutocyamus antipodensis Lincoln & Hurley, 1980
- Scutocyamus parvus Lincoln & Hurley, 1974

Syncyamus Bowman, 1955
- Syncyamus aequus Lincoln & Hurley, 1981
- Syncyamus chelipes (Costa, 1866)
- Syncyamus ilheusensis Haney, De Almeida & Reid, 2004
- Syncyamus pseudorcae Bowman, 1955